# Strandhalle (Bremerhaven)
Die Strandhalle in der Hermann-Heinrich-Meier-Straße 1 in Bremerhaven ist ein historisches Gebäude, das als Restaurant genutzt wird.

## Geschichte
Ab 1911 wurde die Einrichtung einer Warte- und Speisehalle für Angestellte des Norddeutschen Lloyds geplant, die vor allem im Bäderdienst eingesetzt wurden. Der entsprechende Beschluss wurde am 13. August 1912 von der Bremerhavener Stadtverordnetenversammlung gefasst. Julius Hagedorn (1874–1943) wurde mit der Planung beauftragt. Er entwarf in Anlehnung an andere Bremerhavener Gebäude einen Klinkerbau, in dessen Untergeschoss eine Aquarienanlage eingerichtet wurde. 1913 wurde die Strandhalle fertiggestellt.
In den Jahren 1958 und 1966/67 erfolgten Renovierungen, die auch zu baulichen Veränderungen der Strandhalle führten. Von 1987 bis 1989 war das sanierungsbedürftige Gebäude geschlossen. In dieser Zeit wurde unter anderem die Fassade erneuert, der Turm erhöht und das Innere des Gebäudes neu gestaltet. Seit dem 9. Juli 1989 wird es wieder als Restaurant genutzt. Drei Ebenen stehen hierfür zur Verfügung: Im Erdgeschoss gibt es einen Wintergarten, das Restaurant „Passat“, eine Bar und die „Captains Table“, im ersten Stock den Salon „Lloyd“ und den Salon „Columbus“ und darüber noch das Turmzimmer.
Das Nordsee-Aquarium im Untergeschoss der Strandhalle war der Vorgänger des heutigen Zoos am Meer, der in unmittelbarer Nachbarschaft der Strandhalle liegt. Es wurde 1928 um etliche Tiergrotten erweitert, in denen unter anderem Eisbären, Seelöwen und Seehunde präsentiert wurden, aber auch exotische Tiere, die Seeleute von ihren Fahrten mitbrachten. Diese Tiergrotten wurden in den 1980er Jahren in „Zoo am Meer“ umbenannt. Nachdem in den 1990er Jahren die Schließung der Grotten aufgrund baulicher Missstände gedroht hatte, erfolgte eine umfangreiche Sanierung, die dem Zoo am Meer seine heutige Gestalt verlieh.

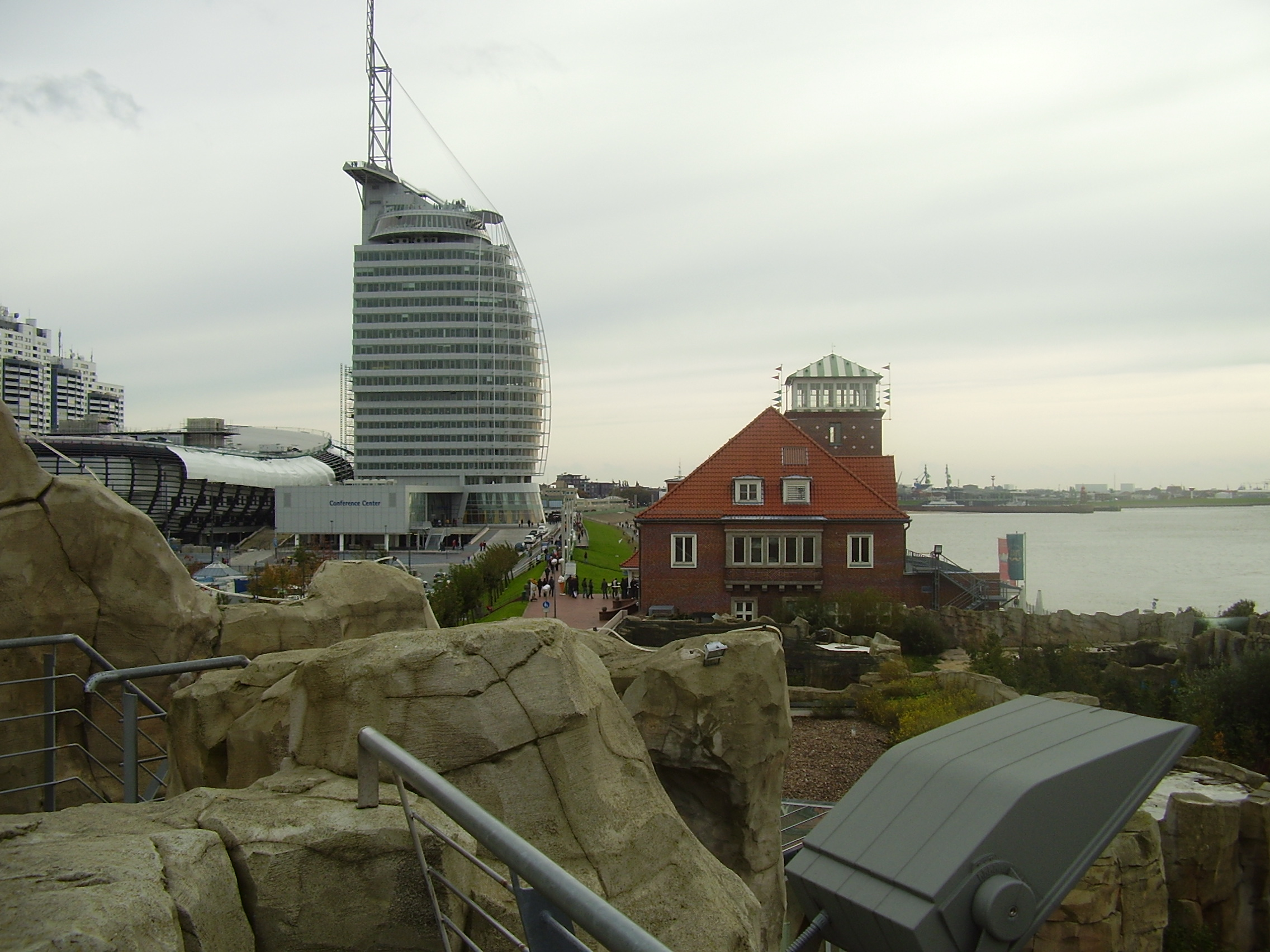
Blick vom Zoo am Meer (2008)
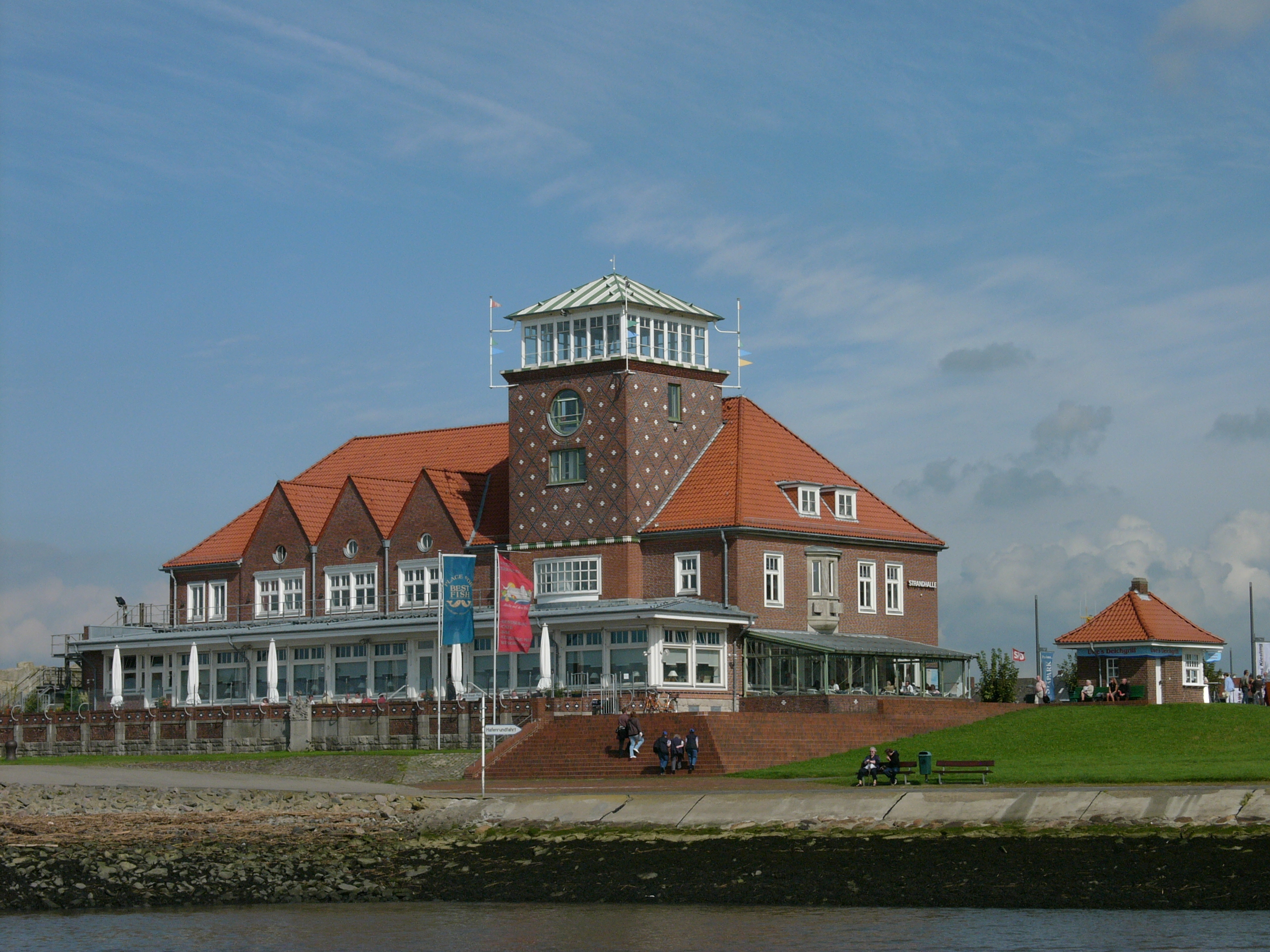
Blick von der Weser (2009)
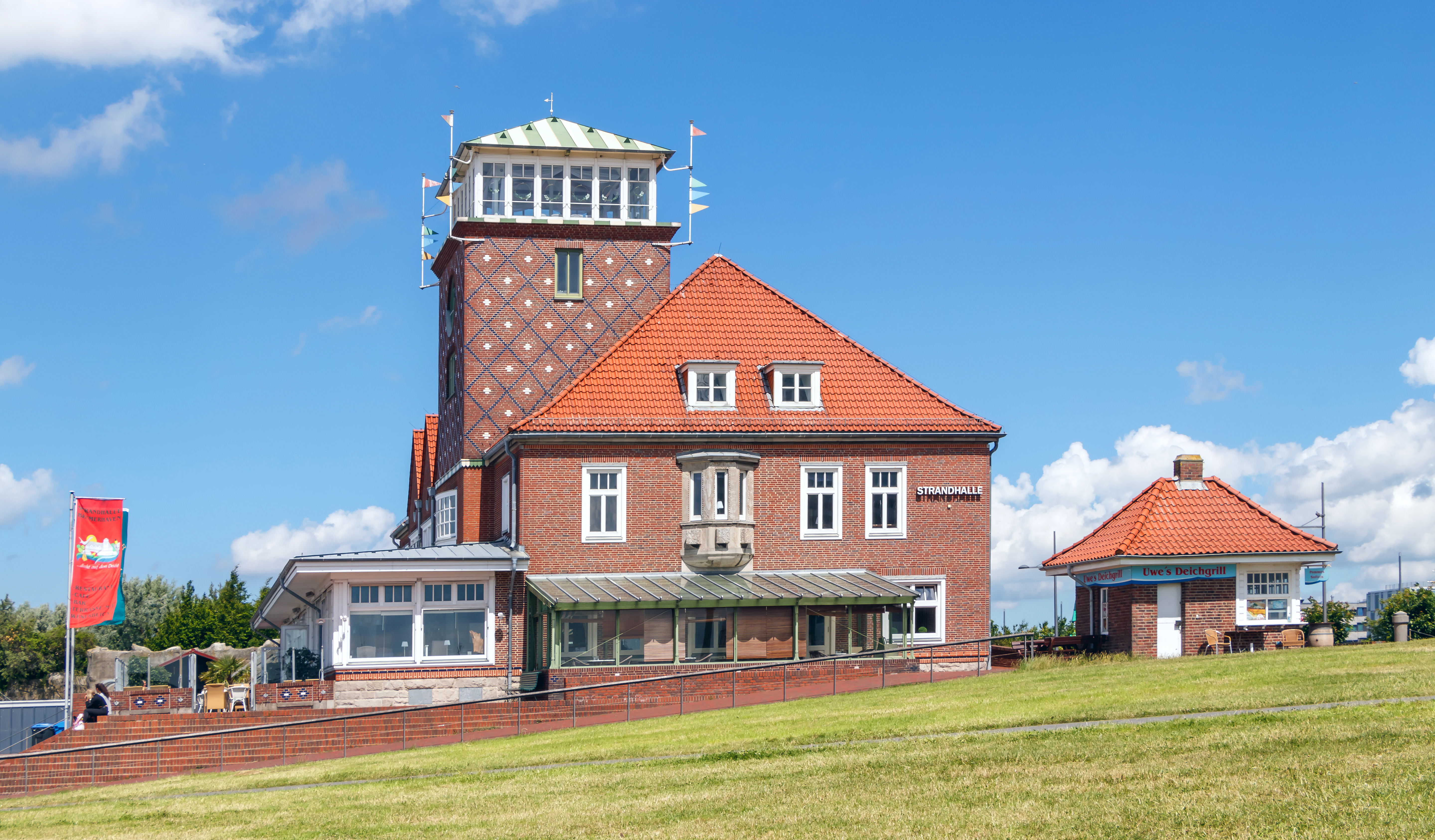
Blick von Südosten